# Attentat de la cathédrale de Bagdad
Pour les articles homonymes, voir attentat de Bagdad.
L'attentat de la cathédrale Notre-Dame-de-l'Intercession de Bagdad est une attaque menée le 31 octobre 2010 par un commando terroriste de l'État islamique d'Irak. Il fait plus de 60 morts, notamment parmi les chrétiens catholiques syriaques. L'attentat visait la cathédrale Notre-Dame-de-l'Intercession (Sayidat al-Najat) à Bagdad, où se célébrait la messe dominicale.

## Contexte
Cette cathédrale avait déjà été attaquée en 2004 (en) : une voiture piégée avait explosé devant l'édifice le 1er août en même temps que plusieurs autres devant d'autres églises de Bagdad et de Mossoul. L'attentat avait été attribué aux hommes d'Abou Moussab Al-Zarqaoui.

## Déroulement
Le commando, équipé de grenades et de gilets d'explosifs, commence par affronter les forces de sécurité autour de la bourse de Bagdad, le dimanche 31 octobre 2010.
Le 31 octobre 2010, les Pères Thar et Wassim célèbrent la liturgie avec 100 à 150 fidèles célèbrent la messe dominicale qui précède la Toussaint dans la cathédrale Notre-Dame-du-Perpétuel-Secours de Bagdad. 
Vers 17 h, une voiture piégée explose devant la cathédrale catholique syriaque Notre-Dame-du-Perpétuel-Secours. À 17 heures 15, après l'homélie du Père Thar, des membres d'Al-Qaïda prennent d'assaut l'édifice en tuant plusieurs gardes de sécurité. Le Père Thar est une des premières victimes. Quarante-cinq autres suivront, ainsi que l'autre prêtre, le Père Wassim. Il y aura aussi 60 blessés.
Les forces de sécurité irakiennes donnent l'assaut vers 21 h, avec l'appui de troupes américaines (ce que ces dernières démentiront le lendemain). Pendant l'opération les terroristes lancent leurs grenades puis actionnent leurs ceintures explosives.
Lors de l'attaque et dans un enregistrement audio posté sur internet ultérieurement, l'attentat est revendiqué en réponse à la présumée séquestration de femmes égyptiennes coptes souhaitant se convertir à l'islam, en particulier Kamilia Shehata.

## Bilan
Le bilan sur le coup de l'attentat est, selon l'AFP, de 46 victimes parmi les fidèles, auxquelles s'ajoutent sept membres des forces irakiennes et cinq terroristes. Il y a de plus une soixantaine de blessés. Au mois de juillet 2011, le bilan s'élève à 68 morts (des suites des blessures). Deux prêtres (dont Thar Sad-alla Abd-al) figurent parmi les morts, un troisième s'en sort grièvement blessé aux reins et aux jambes,. Le Père Thar est enterré dans la cathédrale Notre-Dame-du-Perpétuel-Secours de Bagdad, quelques jours après le massacre.

## Conséquences
Le 31 octobre 2011, une messe commémorative est célébrée dans la cathédrale Notre-Dame-du-Perpétuel Secours de Bagdad, par Ignace Joseph III Younan (Primat de l'Église catholique syriaque, par Emmanuel III Karim Delly (Patriarche de l'Église catholique chaldéenne et par une dizaine d'autres évêques et archevêques.
Basilios Georges Casmoussa, l'archevêque de Mossoul, dénonce un assaut « mené de manière archaïque, très violente », motivé par l'envie d'« en finir rapidement, sans négocier avec les preneurs d'otages ».
L’archevêque de Kirkouk (nord) déclare son inquiétude devant l'« exode mortel » des chrétiens d'Irak ; selon les chiffres de l’Église, les catholiques en Irak sont passés de 2,89 % de la population en 1980 à 0,94 % en 2008.
Le pape Benoît XVI évoque l'attaque le lendemain lors de l'angélus de la Toussaint sur la place Saint-Pierre et exprime sa solidarité. 
La France condamne également le carnage. Une délégation de chefs d'entreprise français, menée par Anne-Marie Idrac, était justement présente dans la ville ce jour-là pour la Foire internationale annuelle.
La violence de l'attentat provoque un déclic chez les futurs fondateurs de l'association Fraternité en Irak, dont la création est actée l'année suivante, en 2011.
Le 31 octobre 2013, une messe commémorant cet attentat a lieu à la paroisse Saint-François-de-Sales, à Paris, célébrée par Monseigneur Raphaël Kouteimi, recteur émérite de la cathédrale syrienne-catholique de Bagdad, qui compte lui-même parmi les victimes de cet attentat.